# Manos e Minas
Manos e Minas é um programa de televisão brasileiro produzido e exibido pela TV Cultura. Atualmente é apresentado por Roberta Estrela D’Alva. No ar desde 1993, quando estreou sob o comando do rapper Dum-Dum, o programa acompanha a produção atual da música negra e urbana em suas várias vertentes (rap, funk, funk carioca, soul, reggae, samba). Também são abordadas iniciativas e realizações da cultura de rua e do hip hop em seus diversos segmentos. O programa é considerado um dos principais porta-vozes do hip-hop e rap no Brasil, e um dos pioneiros desses gêneros na televisão brasileira.

## Sinopse
O universo do jovem da periferia e o resgate de histórias da cultura brasileira e internacional são marcas registradas do programa, que é exibido nas noites de sábado e com reprise no domingo. Com comando de Roberta Estrela D’Alva, a atração traz segmentos de música, esporte, dança, comportamento, artes plásticas e cinema.
Filmado no Teatro Franco Zampari, em São Paulo, o programa recebe convidados musicais e conta com a participação da plateia. Ritmos como rap, funk, funk carioca, reggae, break e samba estão sempre presentes. Contém quadros de reportagens, slams, entrevistas e atrações musicais.

## História
O Manos e Minas começou como um quadro do programa Metrópolis, na TV Cultura em 1993. Inicialmente, o segmento era apresentado semanalmente pelo rapper Dum-Dum e abordava assuntos relacionados à cultura periférica. Depois de Dum Dum deixar o programa, personalidades como Eduardo e Ice Blue também comandaram o quadro.
Graças à alta popularidade do quadro no Metrópolis, o Manos e Minas se tornou um programa da grade da TV Cultura em abril de 2008, com a apresentação de Rappin’ Hood. Dirigido por Nico Prado e Ricardo Elias, o programa tinha também como editor chefe o músico Ramiro Zwetsch. No palco, nomes famosos produziam graffiti durante a gravação, artes que hoje fazem parte do acervo da Fundação Padre Anchieta. Rappin’ Hood comandou o programa durante um ano, até ser substituído por Thaíde, em 2009.
Com a mudança de apresentadores, a identidade visual e conteúdo do programa também sofreram alterações. Enquanto Thaíde trazia um viés humorístico, Rappin’ Hood trazia uma abordagem mais focada na dança, com campeonatos de Break Dance ao vivo.

### Anúncio de encerramento e repaginação (2010)
Após mais de 16 anos em transmissão ininterruptamente, o programa foi extinto em agosto de 2010 quando João Sayad, que havia recentemente se tornado presidente da TV Cultura, decretou o fim do Manos e Minas junto com outros programas. Tal fato gerou revolta dos apreciadores da cultura de rua, com uma manifestação no twitter (mais notadamente a tag #SalveoManoseMinas, que alcançou os trending topics locais) noticiada nos grandes sites de notícia do Brasil.
Como uma forma de tentar restabelecer o programa, Kamau, Emicida, Gisele Coutinho e membros de diversos sites relacionados à cultura hip hop enviaram uma carta ao senador Eduardo Suplicy, que manifestou apoio ao retorno do programa. Junto a ele, personalidades como Mano Brown e KL Jay, membros do grupo Racionais MC's divulgaram sua opinião em entrevistas e vídeos. Quase três semanas depois, Sayad volta atrás e mantém o Manos e Minas na grade da emissora e promete uma reformulação total na estrutura.
Manos e Minas voltou ao ar em 27 de novembro de 2010, quase cinco meses depois da sua última exibição com diversas mudanças. Max B.O continuou sendo o apresentador, agora ao lado da cantora e compositora Anelis Assumpção. Projetonave se tornou a banda residente do programa, que mistura vários gêneros musicais. O cenário de grafites recebeu mudanças feitas pela OPNI (Objetos Pixadores Não Identificados) e as cadeiras da plateia foram substituídas por um contato mais próximo com o artista convidado. Os quadros de Emicida e Alessandro Buzo passaram a alternar durante as semanas. Para este programa, foi convidado o rapper Dexter, ex-integrante do 509-E.
Atualmente, o Manos e Minas é apresentado pela atriz e cantora brasileira Roberta Estrela D'Alva, ao lado do DJ Erick Jay. O cenário do programa foi repaginado para se assemelhar à uma estação de metrô. Com a entrada de Roberta, o programa passou a contar com uma modalidade de poesia falada, o Slam, já que Roberta foi a pessoa que trouxe o esse tipo de poesia para o Brasil.

## Apresentadores
- Dum-Dum (1993–06)
- Eduardo (2006–07)
- Ice Blue (2007)
- Rappin' Hood (2008)[9][10]
- Thaíde (2009)[11][12]
- Max B.O (2010–16)
- Roberta Estrela D'Alva (2016–presente)